# Adobe Systems
Az Adobe Inc. (korábban Adobe Systems Incorporated néven ismert) amerikai multinacionális szoftverfejlesztő vállalat. Központi székhelye a kaliforniai San Joséban található. A cég kezdetben a digitális nyomdai előkészítéshez készült szoftvereivel (Photoshop, Illustrator, InDesign) alapozta meg hírnevét, később pedig webtartalom-előállító alkalmazásaival (Dreamweaver, Flash – utóbbi mára nagyrészt elavult technológia) vált az iparág meghatározó szereplőjévé. Az Adobe egyik legismertebb és legszélesebb körben elterjedt fejlesztése a PDF formátum és az ahhoz szorosan kapcsolódó Acrobat termékcsalád. A 2010-es évek során az Adobe sikeresen hajtott végre stratégiai váltást, áttérve a dobozos szoftvertermékek értékesítéséről a felhőalapú, előfizetéses szoftverlicenc-modell (Adobe Creative Cloud) alkalmazására. Magyarországon kevésbé hangsúlyos, de globálisan jelentős üzletága a digitális marketing és analitikai megoldásokat kínáló Adobe Experience Cloud platform. A vállalat üzleti tevékenysége három fő felhőalapú szolgáltatás köré szerveződik: Creative Cloud (kreatív szoftverek), Document Cloud (PDF és dokumentumkezelés), valamint Experience Cloud (marketing és analitika).

## Történelem

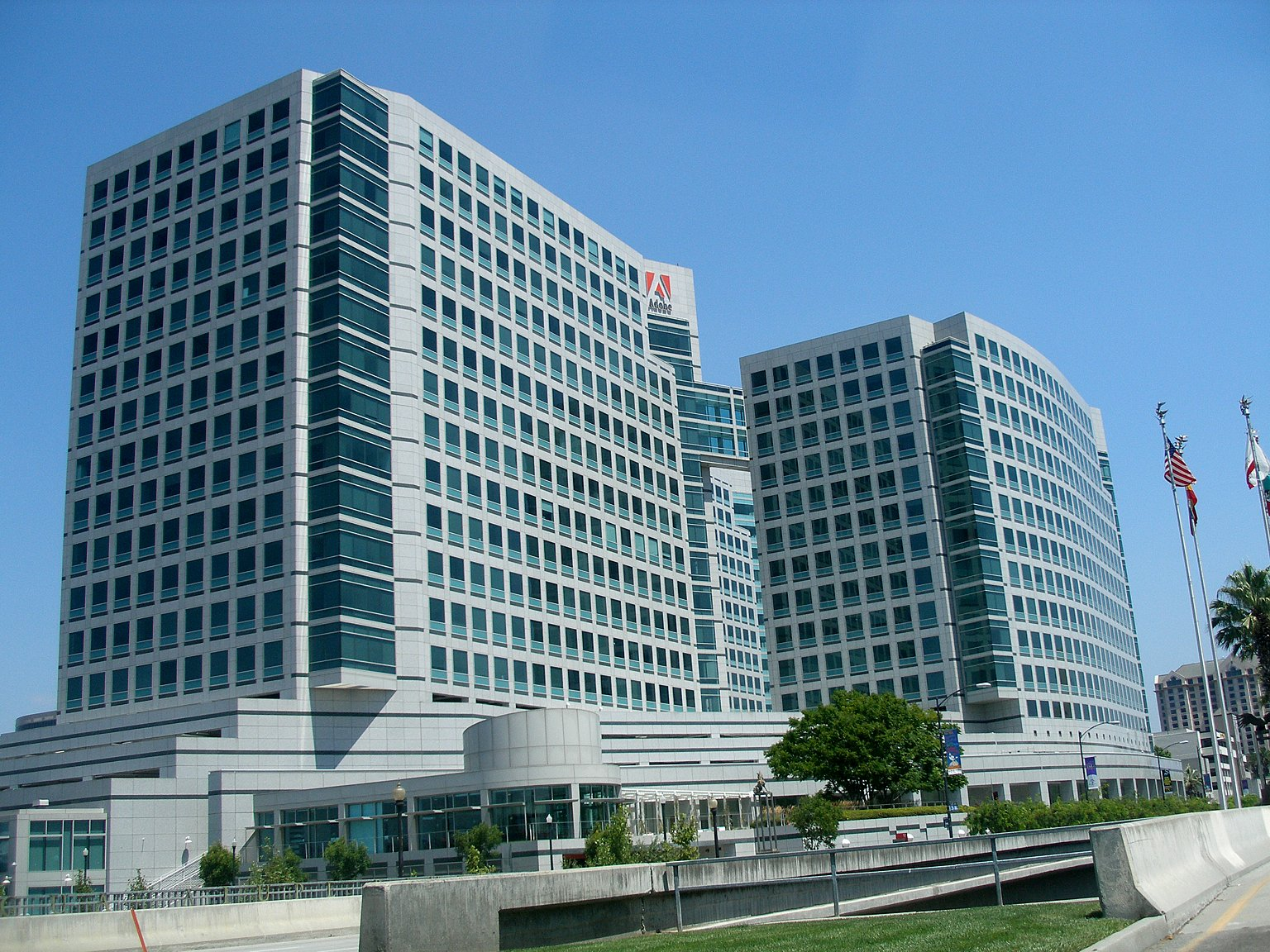
Az Adobe központi irodaháza San Joséban

A vállalatot 1982 decemberében alapította John Warnock és Charles Geschke, azzal a céllal, hogy kereskedelmi forgalomba hozzák és továbbfejlesszék a PostScript oldalleíró nyelvet, amelyet korábban a Xerox PARC-nál fejlesztettek ki. A cég nevét az Adobe-patakról kapta, amely az egyik alapító, Warnock kaliforniai Los Altosban található háza mögött folyt. Az Adobe jellegzetes logóját Marva Warnock, John Warnock felesége és grafikus tervező alkotta meg.

### PostScript
Az Adobe iránt már az alapítás évében komoly érdeklődést mutatott az Apple, amely megpróbálta felvásárolni a fiatal céget. Az alapítók azonban elutasították az ötmilliós vételi ajánlatot. Ehelyett az Apple befektetőként szerzett részesedést: megvásárolta az Adobe részvényeinek 19 százalékát, valamint öt évre előre licencelte a PostScript használati jogát a becsült piaci érték ötszöröséért. Ez a stratégiai megállapodás biztosította, hogy az Adobe a Szilícium-völgy történetének egyik első olyan vállalata lett, amely már a működésének első évében nyereséget termelt. Az Apple a PostScript licenc birtokában 1985-ben piacra dobta a LaserWriter nyomtatót, amely forradalmasította a szöveg- és képszerkesztést, és ezzel gyakorlatilag elindította az asztali kiadványszerkesztés (dtp) korszakát. A PostScript nyelv hamarosan a professzionális nyomdaipari levilágítók alapvető technológiájává is vált, és 1987-re vitathatatlan iparági szabvánnyá nőtte ki magát, amelyet több tucat nyomtatógyártó cég és több mint 400 különböző szoftveralkalmazás támogatott. A PostScript sikere után az Adobe kifejlesztette a digitális betűkészletek leírására szolgáló Type 1 formátumot is.

### PDF
Az Adobe másik, globálisan elterjedt és mára nemzetközi szabvánnyá (ISO 32000-1:2008) vált technológiája a PDF (Portable Document Format). A PDF létrehozásával az Adobe elsődleges célja az volt, hogy egy olyan univerzális fájlformátumot, egyfajta digitális konténert alkosson, amely lehetővé teszi a dokumentumok tartalmának és formázásának megőrzését, függetlenül attól, hogy milyen számítógépen, operációs rendszeren vagy szoftverrel hozzák létre vagy tekintik meg azokat. A PDF dokumentumok létrehozására és szerkesztésére az Adobe az Acrobat szoftvercsaládot fejlesztette ki, míg a megtekintésükhöz az ingyenesen elérhető és széles körben használt Acrobat Reader (ma már Adobe Reader) alkalmazást kínálja. Az Acrobat szoftverből jelenleg is létezik örökös licencű (dobozos vagy letölthető) változat, valamint előfizetéses, felhőalapú verzió is (az Adobe Document Cloud részeként).
A PDF formátum kiemelt jelentőséggel bír a nyomdai előkészítés és a nyomdaipar számára, amely sajátos, szigorúbb PDF-előírásokat alkalmaz. Ezek az úgynevezett PDF/X szabványok egyrészt korlátozzák a PDF bizonyos funkcióit (például multimédiás tartalmak beágyazását), másrészt viszont előírnak a nyomdai feldolgozáshoz elengedhetetlen többletinformációkat (például a kifutó és vágójelek kezelését). A modern nyomdai automatizálási munkafolyamatok jelentős része ezekre a speciális PDF/X fájlokra épül.
A PDF emellett fontos szerepet játszik az elektronikus űrlapok kezelésének és feldolgozásának automatizálásában is, lehetővé téve interaktív mezők létrehozását, digitális aláírások alkalmazását és az adatok strukturált gyűjtését.

### Kiadványszerkesztés (DTP)
A PostScript technológiai alapjaira építve logikus lépés volt az Adobe számára egy vektoralapú grafikus szerkesztőprogram, az Adobe Illustrator kifejlesztése, amely azóta is a vektorgrafika egyik meghatározó eszköze. Az Adobe talán legismertebb és máig legmeghatározóbb alkalmazása azonban a Photoshop pixelgrafikus képszerkesztő és képmanipuláló szoftver. Ennek első, 1.0-s verzióját 1989-ben mutatták be, kezdetben kizárólag Macintosh számítógépekre. A Photoshop szinte a megjelenése pillanatától kezdve piacvezető szerepet töltött be a digitális képalkotás területén, és mára gyakorlatilag iparági szabvánnyá vált.
Az Adobe DTP portfóliója jelentős mértékben felvásárlások révén bővült. 1994-ben (nem 1991-ben) az Adobe felvásárolta az Aldus Corporation céget, és ezzel megszerezte az akkori egyik legfontosabb kiadványszerkesztő alkalmazást, a PageMakert (amelynek fő versenytársa a QuarkXPress volt). A PageMaker technológiai alapjaira és tapasztalataira építve fejlesztette ki később az Adobe az InDesign kiadványszerkesztő alkalmazást. Bár az InDesign első verziója nem aratott osztatlan sikert, a második kiadás már jelentősen javított funkciókkal és stabilitással rendelkezett, elnyerve a felhasználók bizalmát. Ezzel az Adobe sikeres offenzívát indított a korábbi piacvezető Quark ellen. Néhány év leforgása alatt az InDesign átvette a vezető szerepet, és egyértelműen a professzionális kiadványszerkesztés meghatározó szoftverévé vált. A sikerhez nagyban hozzájárult az Adobe üzleti stratégiája is: az InDesignt az Acrobattal, a Photoshoppal és az Illustratorral együtt, integrált csomagban (Creative Suite) kínálta, gyakran kedvezőbb áron, mint amennyiért a Quark önmagában a QuarkXPresst értékesítette.
Az Aldus felvásárlásával került az Adobe tulajdonába a széles körben használt TIFF (Tagged Image File Format) képfájlformátum fejlesztési joga is. 1995-ben az Adobe a Frame Technology céget is felvásárolta, így a FrameMaker alkalmazás, amely kifejezetten hosszú, strukturált dokumentumok (például műszaki leírások, könyvek, termékkatalógusok) és adatbázis-alapú kiadványok szerkesztésére optimalizált szoftver, szintén a portfólió részévé vált.

### Videó
Az Adobe 1991-ben mutatta be a Premiere (később Premiere Pro) nevű professzionális videó-vágó és -szerkesztő alkalmazását, amely gyorsan népszerűvé vált a filmes és televíziós szakemberek körében. Az Aldus említett 1994-es felvásárlásával az Adobe megszerezte az After Effects vizuális effektusokat és mozgógrafikát készítő programot is. Ezzel a két kulcsfontosságú szoftverrel az Adobe megalapozta erős pozícióját a digitális videószerkesztés és utómunka piacán, létrehozva egy integrált videó-alkalmazáscsoportot.

### Macromedia felvásárlása
2005 decemberében az Adobe egy jelentős stratégiai lépéssel, körülbelül 3,4 milliárd dollár értékű részvénycserés ügylet keretében felvásárolta egyik legnagyobb versenytársát, a Macromediát. Ez az akvizíció jelentősen kibővítette az Adobe termékpalettáját, különösen a webfejlesztés és az interaktív multimédia területén. Így került az Adobe portfóliójába többek között a Dreamweaver (weboldalkészítő és -szerkesztő), a Flash (interaktív animációk és webes alkalmazások platformja), a FreeHand (vektorgrafikus szerkesztő, az Illustrator riválisa), valamint a ColdFusion (webszerver és fejlesztői környezet), a Contribute (weboldal-tartalomkezelő), a Captivate (e-learning tananyagkészítő), a Director (multimédia-alkalmazás fejlesztő), a Fireworks (webgrafikai szerkesztő), a Flex (platformfüggetlen, gazdag internetes alkalmazások fejlesztő keretrendszere), a HomeSite (HTML-szerkesztő), a JRun (Java EE alkalmazásszerver) és az Authorware (e-learning fejlesztő eszköz).
A Dreamweaver, amely egy fejlett vizuális weboldalszerkesztő és kódszerkesztő volt, kiegészítette az Adobe korábbi webes eszközeit. A Flash technológia az akkori internet meghatározó elemévé vált: a legtöbb online hirdetés, banner és interaktív webes elem Flash segítségével készült, és számtalan népszerű online játékprogram (köztük a Facebookon futó játékok jelentős része, például a Zynga játékai) alapjául szolgált. Ugyanakkor a Flash később jelentős kritikákat kapott biztonsági rései, erőforrás-igényessége és a mobilplatformokon való korlátozott támogatottsága miatt, ami végül a technológia hanyatlásához és 2020 végi hivatalos kivezetéséhez vezetett. A Fireworks a webgrafikusok kedvelt eszközévé vált, mivel kiválóan optimalizált képfájlokat tudott létrehozni webes felhasználásra.
A Macromedia legtöbb alkalmazását az Adobe néhány éven belül integrálta saját termékcsaládjába. Néhány szoftver beolvadt egy meglévő Adobe-alkalmazás funkciói közé, mások önálló termékként folytatták útjukat, megkapva az Adobe szoftvereire jellemző egységesített felhasználói felületet és integrálva az Adobe ökoszisztémájába. Az Adobe komoly erőfeszítéseket tett annak érdekében, hogy alkalmazásai között zökkenőmentes átjárhatóságot biztosítson, lehetővé téve a felhasználók számára, hogy az adott részfeladatot a legmegfelelőbb célalkalmazással végezzék el anélkül, hogy el kellene hagyniuk az Adobe szoftverkörnyezetét.
Az Adobe Bridge szoftver kulcsszerepet kapott az alkalmazások közötti digitális eszközök (képek, videók, dokumentumok) kezelésében, böngészésében, rendszerezésében és a verziókövetés támogatásában.

#### A FreeHand-eset
Az Aldus 1994-es felvásárlásával az Adobe rövid időre megszerezte a FreeHand vektorgrafikus szoftvert is. Mivel a FreeHand közvetlen konkurense volt az Adobe saját Illustrator alkalmazásának, és mindkettő piacvezető volt a maga területén, a Szövetségi Kereskedelmi Bizottság (FTC) versenyjogi aggályok miatt közbelépett. Az FTC döntése értelmében az Adobe-nak el kellett adnia a FreeHandet az eredeti fejlesztőnek, az Altsys Corporationnek. Az Altsyst nem sokkal később felvásárolta a Macromedia. Az FTC határozata megtiltotta az Adobe számára, hogy 2004-ig bármilyen módon birtokolja vagy befolyásolja a FreeHandet. A Macromedia 2005-ös akvizíciójával azonban az Adobe ismét, immár véglegesen megszerezte a FreeHandet. Ekkoriban ez a két program, az Illustrator és a FreeHand volt a két meghatározó professzionális vektorgrafikus alkalmazás Macintosh platformon.
Az Adobe a felvásárlás után leállította a FreeHand fejlesztését és értékesítését, ami komoly ellenállást váltott ki a szoftver hűséges felhasználói bázisából. Több mint ötezer grafikus és tervező csatlakozott ahhoz a 2011-es keresethez, amelyet a kaliforniai bíróságnál nyújtottak be az Adobe ellen, azzal vádolva a céget, hogy szándékosan elsorvasztja a FreeHandet a piaci verseny csökkentése érdekében. Bár a per végül megegyezéssel zárult, az Adobe nem folytatta a FreeHand fejlesztését. Egy ideig, látszólag a bírósági kötelezettségeknek eleget téve, az Adobe fenntartott egy szinte üres FreeHand aloldalt a webhelyén, de 2016 körül ez is eltűnt. Az Adobe, egyes várakozásokkal ellentétben, soha nem tette nyílt forráskódúvá a FreeHand forráskódját.

### Creative Suite-időszak
2003-ra az Adobe nagyrészt befejezte a Macromedia felvásárlása előtti fő termékei felhasználói felületének egységesítését és integrációját. Ekkor vezette be a Creative Suite (CS) koncepciót, amelynek keretében szoftvereit logikailag összetartozó, integrált csomagokban kezdte értékesíteni. Jellemzően négy fő válogatás létezett: Design Standard/Premium (DTP és grafika), Web Standard/Premium (webfejlesztés), Production Premium (videó és hang), valamint a Master Collection, amely gyakorlatilag az összes fontosabb Adobe alkalmazást tartalmazta. Az egyes csomagok – a Creative Suite-ok – összetétele és az alkotóelemek verziószáma idővel változott, ahogy új alkalmazások jelentek meg vagy régiek kerültek ki a kínálatból. A Creative Suite első verziója a CS jelölést kapta, ezt követték a CS2, CS3, CS4, CS5, CS5.5 és végül a CS6 verziók, amelyek jellemzően 12-18 hónapos ciklusokban jelentek meg.
2007-ben az Adobe módosította vállalati küldetését és szlogenjét. A korábbi, kissé általános "Mindent, mindenkor, mindenhol" (Everywhere You Look) helyett egy új, ambiciózusabb célkitűzést fogalmazott meg: "Forradalmasítani az ötletek és információk összekapcsolását és kezelését" (To revolutionize how the world engages with ideas and information).
| Megjelenés        | Verzió              | Jellemző szoftverek (nem az összes a Master Collection-ből) |
| ----------------- | ------------------- | --- |
| 2003. szeptember  | Creative Suite (CS) | AI, ID, PS, GoLive, Version Cue, Acrobat Professional |
| 2005. április     | CS2                 | AI, ID, PS, GoLive, Version Cue, Acrobat Professional, Bridge, Stock Photos |
| 2007. március 27. | CS3                 | PS, AI, ID, Acrobat, Fl, DW, Fireworks, Contribute, Soundbooth, AE, PR, Encore, Bridge, Device Central                                                                                       |
| 2008. október 15. | CS4                 | PS, AI, ID, Acrobat, FL, DW, AE, PR, Fireworks, Contribute, Soundbooth, Encore, Bridge, Device Central, Version Cue                                                                          |
| 2010. április     | CS5                 | PS, AI, ID, Acrobat, FL, DW, AE, PR, Fireworks, Contribute, Soundbooth (később Audition), Encore, Bridge, Device Central, Flash Catalyst, Flash Builder                                      |
| 2011. április     | CS5.5               | PS, AI, ID, Acrobat, FL, DW, AE, PR, Fireworks, Contribute, Audition, Encore, Bridge, Device Central, Flash Builder, Media Encoder, InDesign SDK, számos mobilos fejlesztést támogató eszköz |
| 2012. április 23. | CS6                 | PS, AI, ID, Acrobat X Pro, FL Pro, DW, FW, PR Pro, AE, AU, SpeedGrade (SG), Prelude, Encore, Bridge, Media Encoder, Story                                                                    |

AE - After Effects :: AI - Illustrator :: AU - Audition :: DW- Dreamweaver :: EN - Encore :: FL - Flash Professional :: FW - Fireworks :: ID - InDesign :: PR - Premiere Pro :: PS - Photoshop :: SG - SpeedGrade

### Creative Cloud
Az Adobe 2013-ban radikális üzleti modellváltást jelentett be: a korábbi, dobozos szoftverek és örökös licencek értékesítése helyett áttért a felhőalapú, előfizetéses modellre, amelyet Adobe Creative Cloud (CC) néven vezetett be. Bár a Creative Suite 6 (CS6) verziót még korlátozott ideig elérhetővé tették örökös licenccel is, a fejlesztés fókusza egyértelműen a CC-re helyeződött át. A váltás 2011-ben kezdődött meg, és néhány éven belül a Creative Cloud lett az Adobe kreatív szoftvereinek elsődleges terjesztési és licencelési formája. Az átállás az alkalmazások online letöltésére és rendszeres frissítésére épült.
Ez a stratégiai váltás több szempontból is előnyös volt az Adobe számára. Jelentősen csökkentette a fizikai terjesztéssel, csomagolással és szállítással járó költségeket. Míg a korábbi CS-verziók nagyjából másfél évente jelentek meg, ami hullámzó bevételi mintázatot eredményezett a frissítési ciklusok miatt, addig az előfizetéses modell sokkal kiszámíthatóbb, folyamatos és egyenletes pénzáramlást (cash-flowt) biztosít a vállalatnak.
A felhasználók számára a Creative Cloud előnye a szoftverekhez való gyors hozzáférés, a legújabb funkciók és frissítések azonnali elérhetősége (amint megjelennek, nem kell új verzióra várni), valamint a felhőalapú szolgáltatások (például tárhely, betűkészletek, stock fotók) integrált használata. Hátrányként említhető, hogy a felhasználók nem birtokolják a szoftvert, hanem csak használati jogot bérelnek, ami folyamatos kiadást jelent. Az előfizetési struktúra jellemzően lehetővé teszi egyes alkalmazások külön-külön történő előfizetését, vagy az összes alkalmazást tartalmazó teljes csomag választását – utóbbi általában kedvezőbb árú, ha a felhasználónak több (jellemzően kettőnél több) Adobe-szoftverre van szüksége. A felhasználók az Adobe Creative Cloud előfizetéseket megvásárolhatják közvetlenül az Adobe weboldalán keresztül online bankkártyás fizetéssel, vagy az Adobe hivatalos, minősített viszonteladó partnerein keresztül. A Creative Cloud bevezetése óta az Adobe folyamatosan bővíti a felhőalapú kínálatát, és a modellt kiterjesztette a Document Cloud és az Experience Cloud termékekre is.

## Termékek
Az Adobe rendkívül széles termékportfólióval rendelkezik, amely lefedi a digitális kreativitás, a dokumentumkezelés és a digitális marketing számos területét. Az alábbi táblázat a főbb termékeket és szolgáltatásokat sorolja fel (a lista nem teljes körű, és a kínálat folyamatosan változik).
| Alkalmazás neve                                                       | Leírás |
| --------------------------------------------------------------------- | --- |
| Acrobat Export PDF                                                    | Szolgáltatás PDF-fájlok konvertálására szerkeszthető Microsoft Word- vagy Excel-dokumentumokká. |
| Acrobat PDF Pack                                                      | Online PDF-eszközök gyűjteménye alapvető dokumentumkezelési feladatokhoz (konvertálás, egyesítés, szerkesztés). |
| Acrobat Pro                                                           | Átfogó, több eszközön (asztali, web, mobil) használható megoldás PDF-dokumentumok létrehozására, szerkesztésére, aláírására, védelmére és kezelésére. A Document Cloud központi eleme. |
| Acrobat Pro 2020                                                      | Az Acrobat Pro örökös licencű, asztali verziója (frissítések nélkül), amely PDF-fájlok létrehozását, szerkesztését, aláírását és védelmét teszi lehetővé. |
| Acrobat Reader                                                        | Ingyenes, iparági standard alkalmazás PDF-fájlok megbízható megtekintésére, nyomtatására, kitöltésére, aláírására és egyszerű kommentálására. |
| Acrobat Reader mobilalkalmazás                                        | Az Acrobat Reader ingyenes verziója mobileszközökre (iOS, Android), PDF-megtekintési és alapvető kezelési funkciókkal. |
| Acrobat Sign Solutions                                                | Vállalati szintű megoldás digitális munkafolyamatok létrehozására megbízható és jogilag kötelező érvényű elektronikus aláírásokkal (e-aláírás). |
| Acrobat Sign mobilalkalmazás                                          | Mobileszközről teszi lehetővé dokumentumok küldését aláírásra, az aláírási folyamat nyomon követését és valós idejű értesítések fogadását. |
| Acrobat Standard                                                      | Az Acrobat Pro funkcionálisan korlátozottabb, Windows-ra elérhető verziója PDF-dokumentumok megbízható létrehozásához, szerkesztéséhez és aláírásához. |
| Acrobat Standard 2020                                                 | Az Acrobat Standard örökös licencű, asztali verziója Windows rendszerre. |
| Adobe Connect                                                         | Professzionális webkonferencia, virtuális osztályterem és webinárium platform testreszabható felülettel. |
| Adobe Embedded Print Engine                                           | Nyomtatógyártók számára készült szoftverkomponens, amely lehetővé teszi a PDF és PostScript fájlok kiváló minőségű feldolgozását és nyomtatását. |
| Adobe Express                                                         | Egyszerűen használható, sablon alapú online és mobilalkalmazás közösségimédia-posztok, szórólapok, logók, bannerek és egyéb vizuális tartalmak gyors elkészítéséhez. Ingyenes alapverzióval is elérhető.                                                                                      |
| Adobe Fonts                                                           | Több ezer kiváló minőségű betűtípust tartalmazó online könyvtár, amely a Creative Cloud előfizetés részeként érhető el webes és asztali használatra. |
| Adobe Fresco                                                          | Digitális festő és rajzoló alkalmazás érintőképernyős eszközökre (iPad, Windows táblagépek), amely realisztikus ecsetvonásokat (pixel, vektor, élő ecsetek) kínál. |
| Adobe PDF Print Engine (APPE)                                         | Nagy teljesítményű renderelési platform nyomdai munkafolyamatokhoz, amely biztosítja az Adobe PDF-alapú nyomtatási megoldások konzisztens és kiváló minőségű kimenetét. |
| Adobe PostScript                                                      | Az oldalleíró nyelv, amely a digitális nyomtatás és kiadványszerkesztés alapját képezi. Nagyvállalati szoftverplatformként is elérhető. |
| Adobe Presenter Video Express                                         | Asztali alkalmazás, amely lehetővé teszi képernyőfelvételek és webkamera-videók egyszerű rögzítését és szerkesztését interaktív videóprezentációk készítéséhez. |
| Adobe Scan                                                            | Ingyenes mobilalkalmazás (iOS, Android), amely a készülék kameráját használva dokumentumokat, jegyzeteket, számlákat és egyéb papírokat szkennel be és alakít át kereshető PDF-fájlokká. |
| Adobe Stock                                                           | Online piactér, amely több millió jogdíjmentes, kiváló minőségű képet, grafikát, illusztrációt, videót, hanganyagot és 3D modellt kínál kreatív projektekhez. Integrálva van a Creative Cloud alkalmazásokba.                                                                                 |
| Adobe XD                                                              | Felhasználói felület (UI) és felhasználói élmény (UX) tervező szoftver weboldalakhoz, mobilalkalmazásokhoz és egyéb digitális termékekhez. Lehetővé teszi prototípusok készítését és megosztását. (Megjegyzés: Az Adobe bejelentette, hogy az XD karbantartási módba került.)                 |
| Advertising Cloud (ma az Experience Cloud része)                      | Integrált platform a digitális hirdetési kampányok tervezésére, vásárlására, kezelésére és optimalizálására különböző csatornákon (kereső, display, videó, TV). |
| Aero                                                                  | Eszköz interaktív, kiterjesztett valóság (AR) élmények tervezésére és megosztására, programozási ismeretek nélkül. Asztali és mobil verzióban is elérhető. |
| After Effects                                                         | Iparágvezető szoftver filmszerű vizuális effektusok (VFX), mozgógrafikák (motion graphics) és animációk létrehozására filmekhez, televíziós műsorokhoz és webes tartalmakhoz. |
| Analytics (Adobe Analytics)                                           | Nagyvállalati szintű webanalitikai és marketinganalitikai eszköz, amely mélyreható betekintést nyújt az online és offline ügyfélinterakciókba és teljesítménybe. Az Experience Cloud része.                                                                                                   |
| Animate                                                               | Sokoldalú animációs szoftver interaktív animációk tervezésére és közzétételére különböző platformokra (web, mobil, TV), beleértve a HTML5 Canvas, WebGL és SVG formátumokat. A Flash Professional utódja.                                                                                     |
| Audience Manager (Adobe Audience Manager)                             | Adatkezelési platform (DMP), amely lehetővé teszi különböző forrásokból származó közönségadatok gyűjtését, egyesítését és aktiválását célzott marketingkampányokhoz valós időben. Az Experience Cloud része.                                                                                  |
| Audition                                                              | Professzionális hangszerkesztő szoftver hangfelvételek rögzítésére, keverésére, szerkesztésére és helyreállítására podcastokhoz, videókhoz és egyéb multimédiás projektekhez. |
| Behance                                                               | Online közösségi platform és portfólió-webhely, ahol kreatív szakemberek bemutathatják és felfedezhetik egymás munkáit. Szorosan integrálódik a Creative Cloudba. |
| Bridge                                                                | Digitális eszközkezelő alkalmazás, amely lehetővé teszi kreatív fájlok (képek, videók, dokumentumok) központi böngészését, rendszerezését, metaadatokkal való ellátását és előnézetét az Adobe alkalmazások között.                                                                           |
| Campaign (Adobe Campaign)                                             | Platformfüggetlen marketingautomatizálási megoldás, amely lehetővé teszi személyre szabott ügyfélélmények és marketingkampányok létrehozását, kezelését és mérését több csatornán (e-mail, SMS, közösségi média stb.). Az Experience Cloud része.                                             |
| Captivate                                                             | Fejlett e-learning tananyagfejlesztő szoftver interaktív szimulációk, szoftverdemók, kvízek és reszponzív online kurzusok készítéséhez. |
| Captivate Prime (ma Learning Manager)                                 | Vállalati szintű tanulásmenedzsment rendszer (LMS), amely lehetővé teszi a képzési tartalmak szállítását, nyomon követését és kezelését a munkavállalók, partnerek és ügyfelek számára. |
| Capture                                                               | Mobilalkalmazás (iOS, Android), amely lehetővé teszi a környezetből inspirációk (színek, mintázatok, formák, betűtípusok, ecsetek) rögzítését és átalakítását digitális eszközökké, amelyek használhatók más Adobe alkalmazásokban.                                                           |
| Character Animator                                                    | Innovatív alkalmazás, amely lehetővé teszi 2D-s karakterek valós idejű animálását webkamera és mikrofon segítségével, követve az előadó arckifejezéseit és hangját. |
| Cloud Service (Experience Manager Cloud Service)                      | Az Adobe Experience Manager felhőalapú, skálázható és biztonságos futtatási környezete, amely folyamatos innovációt és teljesítményt biztosít. |
| ColdFusion                                                            | Szerveroldali szkriptnyelv és platform robusztus, adatvezérelt webalkalmazások és API-k gyors fejlesztéséhez. Elérhető Standard és Enterprise verzióban, valamint AWS-en is. |
| ColdFusion Builder                                                    | Integrált fejlesztőkörnyezet (IDE) kifejezetten ColdFusion alkalmazások hatékony fejlesztéséhez és hibakereséséhez. |
| Commerce Cloud (Adobe Commerce, korábban Magento Commerce)            | Nagyvállalati szintű e-kereskedelmi platform, amely rugalmas és skálázható megoldást kínál online áruházak létrehozására és kezelésére B2C és B2B környezetben egyaránt. Az Experience Cloud része.                                                                                           |
| Content Server                                                        | Szerveroldali szoftvermegoldás e-könyvek és PDF-dokumentumok digitális jogkezeléséhez (DRM), amely lehetővé teszi a tartalmak biztonságos terjesztését és kereskedelmi hasznosítását. |
| Creative Cloud nagyvállalatok számára (Creative Cloud for Enterprise) | A Creative Cloud testreszabott verziója nagyvállalatok számára, amely fejlett licenckezelési, biztonsági és együttműködési funkciókat kínál. |
| Creative Cloud Összes alkalmazás (Creative Cloud All Apps)            | A legnépszerűbb előfizetési csomag, amely hozzáférést biztosít az Adobe összes főbb kreatív asztali és mobilalkalmazásához, valamint a kapcsolódó felhőszolgáltatásokhoz. |
| Customer Journey Analytics                                            | Az Experience Cloud része; lehetővé teszi az ügyfélút teljes körű, csatornaközi elemzését egyetlen valós idejű felületen, összekapcsolva az online és offline adatokat. |
| Design to Print                                                       | Adobe szoftvermegoldás nyomdai szolgáltatók számára, amely segít a tervezési folyamatok és a nyomdai előkészítés optimalizálásában. |
| Digital Editions                                                      | Ingyenes e-könyv olvasó alkalmazás asztali és mobil eszközökre, amely támogatja az EPUB és PDF formátumokat, beleértve az Adobe DRM-mel védett tartalmakat is. |
| Dreamweaver                                                           | Professzionális webfejlesztő eszköz, amely vizuális tervezőfelületet és hatékony kódszerkesztőt kínál korszerű, reszponzív webhelyek és webalkalmazások létrehozásához és kezeléséhez. |
| Experience Manager (AEM)                                              | Átfogó tartalomkezelő rendszer (CMS) nagyvállalatok számára, amely egyesíti a digitális eszközkezelést (Assets), a webhelykezelést (Sites) és a digitális űrlapkezelést (Forms). Az Experience Cloud központi eleme.                                                                          |
| Experience Manager Assets                                             | Nagyvállalati szintű digitális eszközkezelő (DAM) rendszer, amely lehetővé teszi a képek, videók és egyéb kreatív tartalmak központi tárolását, kezelését, szerkesztését és terjesztését. |
| Experience Manager Forms                                              | Megoldás digitális űrlapok és dokumentum-alapú folyamatok létrehozására, kezelésére és automatizálására, a papíralapú munkafolyamatok digitális átalakításához. |
| Experience Manager Sites                                              | Nagyvállalati web-tartalomkezelő rendszer (WCMS), amely lehetővé teszi nagyméretű, többnyelvű és személyre szabott webhelyek és digitális élmények létrehozását és kezelését. |
| Experience Platform (AEP)                                             | Az Experience Cloud nyílt és intelligens alaprendszere. Valós időben gyűjti, egyesíti és elemzi az ügyféladatokat különböző forrásokból, lehetővé téve egységes ügyfélprofilok létrehozását és mesterséges intelligencia alapú elemzéseket.                                                   |
| FrameMaker                                                            | Professzionális szoftver hosszú, összetett műszaki dokumentációk, tudásbázisok és strukturált tartalmak (pl. DITA, XML) készítéséhez, szerkesztéséhez és közzétételéhez több csatornán. |
| FrameMaker Publishing Server                                          | Szerveroldali megoldás a FrameMakerben készült tartalmak automatizált közzétételére különböző formátumokban és csatornákon. |
| HTTP Dynamic Streaming (HDS)                                          | Adobe technológia adaptív bitrátájú videó streaminghez HTTP protokollon keresztül, amely biztosítja a jó minőségű, pufferelés nélküli lejátszást különböző hálózati körülmények között. (Mára kevésbé használt, a HLS és MPEG-DASH elterjedtebb.)                                             |
| Illustrator                                                           | Iparágvezető vektorgrafikus tervező és illusztrációs szoftver logók, ikonok, rajzok, tipográfiák és összetett illusztrációk létrehozásához nyomtatott és digitális felhasználásra. |
| InCopy                                                                | Professzionális szövegszerkesztő és tördelési segédprogram, amely szorosan együttműködik az InDesignnal, lehetővé téve a szerkesztők és tervezők párhuzamos munkavégzését ugyanazon a dokumentumon.                                                                                           |
| InDesign                                                              | Professzionális kiadványszerkesztő (DTP) szoftver nyomtatott és digitális kiadványok – például könyvek, magazinok, brosúrák, interaktív PDF-ek és e-könyvek – tervezéséhez és tördeléséhez.                                                                                                   |
| InDesign Server                                                       | Szerver alapú motor, amely lehetővé teszi az InDesign tervezési és kiadványszerkesztési funkcióinak automatizálását és integrálását más vállalati rendszerekbe. |
| Intelligens szolgáltatások (Adobe Sensei)                             | Mesterséges intelligencia (AI) és gépi tanulás (ML) technológiák gyűjtőneve, amelyek számos Adobe termékben segítik az ismétlődő feladatok automatizálását, a kreatív munka felgyorsítását és mélyebb elemzések készítését.                                                                   |
| Journey Optimizer (Adobe Journey Optimizer)                           | Az Experience Cloud része; lehetővé teszi valós idejű, személyre szabott ügyfélutak tervezését és kezelését több csatornán, az ügyfél viselkedése alapján. |
| Lightroom (1 TB)                                                      | Felhőalapú fotószolgáltatás és alkalmazáscsalád (asztali, mobil, web) digitális fényképek rendszerezésére, szerkesztésére, tárolására és megosztására bárhonnan. Az előfizetés jellemzően 1 TB felhőtárhelyet tartalmaz.                                                                      |
| Lightroom Classic                                                     | Az eredeti, asztali gépre optimalizált Lightroom verzió, amely átfogó eszközöket kínál a digitális fényképek importálásához, kezeléséhez, szerkesztéséhez és kimenetéhez, helyi tárolással.                                                                                                   |
| Magento Commerce (ma Adobe Commerce)                                  | Lásd: Commerce Cloud. Rugalmas és nyílt forráskódú alapokra épülő e-kereskedelmi platform. |
| Marketo Engage                                                        | Átfogó B2B marketingautomatizálási platform, amely segít az érdeklődők generálásában, gondozásában, az ügyfélkapcsolatokra épülő marketingben (ABM) és a marketingkampányok teljesítményének mérésében. Az Experience Cloud része.                                                            |
| Media Encoder                                                         | Hatékony médiafeldolgozó alkalmazás, amely lehetővé teszi videó- és hangfájlok konvertálását (átkódolását) különböző formátumokba webes, televíziós és filmes felhasználásra. Szorosan integrálódik a Premiere Pro-val és az After Effects-szel.                                              |
| Media Server                                                          | Szerveroldali szoftver biztonságos, kiváló minőségű élő és igény szerinti (on-demand) videó- és audióadatfolyamok (streaming) továbbítására különböző eszközökre és platformokra. Különböző verziókban érhető el (Standard, Professional, Extended).                                          |
| Mixamo                                                                | Online szolgáltatás, amely lehetővé teszi 3D karaktermodellek automatikus csontvázazását (rigging) és előre elkészített animációk alkalmazását rájuk. |
| Photoshop                                                             | A világ legismertebb és legszélesebb körben használt professzionális képszerkesztő és képmanipuláló szoftvere. Alkalmas fotóretusálásra, grafikai tervezésre, digitális festészetre, webdesignra és 3D modellek textúrázására is.                                                             |
| Photoshop Elements                                                    | A Photoshop egyszerűsített, otthoni felhasználóknak szánt verziója, amely könnyen használható eszközöket kínál fényképek rendszerezésére, szerkesztésére, kreatív effektek alkalmazására és megosztására.                                                                                     |
| Photoshop Elements & Premiere Elements                                | Csomag, amely a Photoshop Elements képszerkesztőt és a Premiere Elements videószerkesztőt tartalmazza kedvezményes áron. |
| Photoshop Express                                                     | Ingyenes mobil- és webalkalmazás alapvető fotószerkesztési feladatokhoz (vágás, szűrők, korrekciók) és kollázsok készítéséhez. |
| Portfolio (Adobe Portfolio)                                           | Online szolgáltatás, amely lehetővé teszi a Creative Cloud előfizetők számára, hogy gyorsan és egyszerűen hozzanak létre saját, személyre szabott online portfólió-webhelyet munkáik bemutatására.                                                                                            |
| Premiere Elements                                                     | A Premiere Pro egyszerűsített, otthoni felhasználóknak szánt verziója, amely automatizált funkciókkal és útmutatókkal segíti a videók vágását, szerkesztését, effektezését és megosztását. |
| Premiere Pro                                                          | Iparági szabványnak számító, professzionális, nemlineáris videószerkesztő szoftver filmek, televíziós műsorok és webes videók vágásához, szerkesztéséhez, színkorrekciójához és végső kidolgozásához.                                                                                         |
| Premiere Rush                                                         | Egyszerűsített, platformfüggetlen (asztali, mobil) videószerkesztő alkalmazás, amelyet kifejezetten online videók (pl. közösségi média, vlogok) gyors létrehozására és megosztására terveztek.                                                                                                |
| RoboHelp                                                              | Professzionális szoftver súgófájlok, felhasználói útmutatók, tudásbázisok és szabályzatok készítéséhez és közzétételéhez több formátumban (pl. HTML5, PDF, mobilalkalmazás). |
| RoboHelp Server                                                       | Szerveroldali megoldás a RoboHelpben létrehozott online súgótartalmak, szabályzatok és tudásbázisok központi tárolására, kezelésére és webes megjelenítésére, elemzési funkciókkal. |
| Substance 3D Designer                                                 | Csomópont alapú (node-based) szoftver parametrikus 3D anyagok (textúrák), mintázatok és modellek létrehozására, teljes körű testreszabhatósággal. |
| Substance 3D Modeler                                                  | Intuitív 3D modellező szoftver, amely lehetővé teszi a koncepciók és részletes modellek gyors létrehozását digitális agyagként formázva, asztali gépen és virtuális valóságban (VR) egyaránt.                                                                                                 |
| Substance 3D Painter                                                  | Professzionális 3D festő szoftver, amely lehetővé teszi 3D modellek valós idejű, rétegalapú textúrázását és anyagokkal való ellátását. |
| Substance 3D Sampler                                                  | Eszköz, amely valós fényképekből vagy szkennelt adatokból képes fotorealisztikus 3D anyagokat (material), szűrőket és környezeti fényeket (HDR) létrehozni. |
| Substance 3D Stager                                                   | Virtuális fotóstúdió 3D jelenetek összeállításához, bevilágításához és fotorealisztikus rendereléséhez, amely megkönnyíti a termékvizualizációk és egyéb 3D képek létrehozását. |
| Target (Adobe Target)                                                 | Optimalizálási és személyre szabási motor, amely A/B tesztelés, többváltozós tesztelés (MVT) és mesterséges intelligencia segítségével segít a webhelyek és mobilalkalmazások tartalmának és élményének optimalizálásában a konverziós arányok növelése érdekében. Az Experience Cloud része. |
| Technical Communication Suite                                         | Integrált szoftvercsomag műszaki kommunikációs szakemberek számára, amely tartalmazza a FrameMaker, RoboHelp, Captivate, Presenter és Acrobat Pro alkalmazásokat. |
| Type (Adobe Type)                                                     | Az Adobe saját fejlesztésű és licencelt betűtípusainak gyűjteménye. Lásd még: Adobe Fonts. |
| Valós idejű ügyféladatok platformja (Real-Time CDP)                   | Az Adobe Experience Platform része, amely lehetővé teszi ismert és ismeretlen ügyféladatok gyűjtését, egységesítését és valós idejű aktiválását személyre szabott élmények biztosításához minden érintkezési ponton.                                                                          |
| XML Documentation for Adobe Experience Manager                        | Nagyvállalati szintű komponens tartalomkezelő rendszer (CCMS), amely lehetővé teszi strukturált (DITA, XML) műszaki dokumentációk létrehozását, kezelését és közzétételét az AEM platformon belül.                                                                                            |